# Edith McGuire
Edith Marie McGuire-Duvall (Atlanta, 3 giugno 1944) è un'ex velocista e lunghista statunitense, campionessa olimpica dei 200 metri piani a Tokyo 1964.

## Biografia
Nata ad Atlanta, Edith McGuire ha corso nella sua carriera atletica per la Tennessee State University, la stessa università per cui hanno corso negli anni sessanta campionesse olimpiche come Wilma Rudolph e Wyomia Tyus.

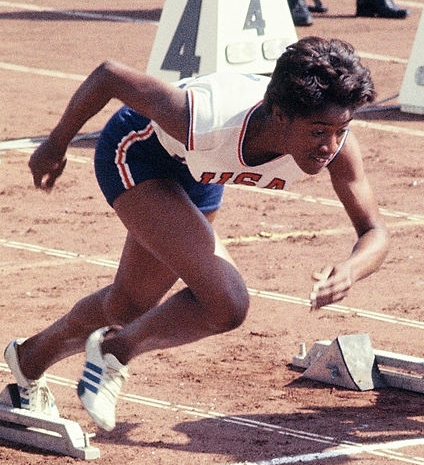
Edith McGuire durante le batterie dei 100 m a

Nonostante la carriera di Edith McGuire sia stata piuttosto breve, vince sei titoli AAU (divisi in tre differenti specialità, prima atleta nella storia a riuscirvi). La specialità in cui ha raccolto i migliori risultati sono stati i 200 m piani, prova in cui ha vinto 4 dei suoi 6 titoli nazionali.
Durante i Giochi panamericani del 1963 a San Paolo vince l'oro nei 100 metri ed il bronzo nel salto in lungo.
Ai Giochi olimpici del 1964 a Tokyo si presenta come una delle protagoniste annunciate delle prove di velocità. Sui 100 metri è argento in 11"62, battuta solo dalla connazionale Wyomia Tyus. Nella finale dei 200 metri conquista invece la medaglia d'oro battendo la polacca Irena Szewińska e stabilendo il nuovo record olimpico in 23"05. Alle due medaglie già conquistate ne aggiunge una terza vinta con la staffetta 4×100 m, prova in cui le statunitensi si classificano seconde dietro alla Polonia.
Chiude la stagione agonistica del 1964 vincendo tutte le prove dei 200 metri a cui prende parte.
Termina la sua carriera nel 1966 per intraprendere l'attività di insegnante. È stata successivamente introdotta nella Tennessee Sports Hall of Fame (1975), nella US Track and Field Hall of Fame (1979), e nella Georgia Sports Hall of Fame (1980).

## Palmarès
| Anno | Manifestazione      | Sede      | Evento         | Risultato | Prestazione | Note            |
| ---- | ------------------- | --------- | -------------- | --------- | ----------- | --------------- |
| 1963 | Giochi panamericani | San Paolo | 100 m piani    | Oro       | 11"65       |                 |
| 1963 | Giochi panamericani | San Paolo | Salto in lungo | Bronzo    | 5,48 m      |                 |
| 1964 | Giochi olimpici     | Tokyo     | 100 m piani    | Argento   | 11"62       |                 |
| 1964 | Giochi olimpici     | Tokyo     | 200 m piani    | Oro       | 23"05       | Record olimpico |
| 1964 | Giochi olimpici     | Tokyo     | 4×100 m        | Argento   | 43"92       |                 |